# Refrain (brano)
Refrain è un brano musicale scritto da Géo Voumard per la musica e da Émile Gardaz per il testo, presentato dalla cantante svizzera Lys Assia alla prima edizione dell'Eurovision Song Contest, in cui si classificò al primo posto.

## Descrizione

### Eurofestival
Refrain fu cantato in francese da Lys Assia, rappresentante della Svizzera, e la sua esecuzione al festival fu condotta dal direttore d'orchestra Fernando Paggi.
È stata la prima canzone vincitrice della manifestazione, ma non è stata la prima eseguita in rappresentanza della Svizzera. Il 1956 fu, infatti, l'unico anno in cui i paesi partecipanti proponevano due brani, in base alle regole ufficiali della manifestazione. Assia si era già esibita per seconda con la canzone Das alte Karussell (in tedesco). Le ritoccò cantare per nona, preceduta dai Paesi Bassi (con Corry Brokken) e seguita dal Belgio (rappresentato da Mony Marc).
Alla fine della serata fu annunciato, dunque, che era stata proprio Refrain a trionfare, anche se i punti non sarebbero stati mai svelati. Ignote sono anche le canzoni classificatesi al secondo e al terzo posto.

### Temi
Refrain racconta degli amori perduti della protagonista, quando poteva sognare nella sua adolescenza.

## Pubblicazioni
Il brano venne pubblicato sui seguenti singoli:
- 1956 - Refrain/Arrivederci, Roma (Decca, D 18 265, 45 giri) versione in francese
- 1956 - Refrain/Romance Aux Etoiles (Decca, C.16527, 78 giri) versione in francese
- 1956 - Refrain, du goldner Traum aus meiner Jugendzeit/Addio, bella Napoli (Decca, D 18 266, 45 giri) versione in tedesco
- 1956 - Last Night (Refrains)/This Is My Boy (Decca, D 18 535, 45 giri) versione in inglese